# 신거제대교
신거제대교(新巨濟大橋)는 경상남도 통영시 용남면 장평리와 거제시 사등면 덕호리 사이의 견내량 위를 잇는 국도 제14호선의 교량이다. 신거제대교는 4차선의 길이 940m, 폭 20m, 높이 20m로 임광토건이 시공하였으며, 거제대교의 옆 쪽에 견내량의 협소한 목에 다리를 놓아서 육지와 섬을 연결시킨 다리이다. 원래 이곳에 건설된 최초의 다리는 1971년 4월에 준공된 길이 740m, 너비가 10m의 2차선 다리인 거제대교가 있었다.

## 개요
1970년대 초기 거제도에 착공한 조선업은 거제시의 비약적인 인구증가를 불러, 최근 들어 교통량이 폭발적으로 늘어나면서 거제대교만으로는 교통량을 소화하지 못해, 지난 1999년에 신거제대교를 완공하여 개통했다.
신거제대교로 이름 붙은 것은 이전에 거제대교가 있었으며, 거제대교의 노후로 인해 새롭게 만들어진 다리이기 때문에 따라서 주변 사람들은 거제대교를 구대교로, 신거제대교를 대교로 약칭하여 부르고 있다.

## 지리
또한, 다리 아래에 있는 견내량은 물살이 세고 거칠며, 역사적으로 유명한 곳이다. 

## 역사
1592년 이순신 장군이 견내량으로 일본 수군을 유인, 통과시켜 한산도 앞바다 넓은 곳에서 학익진을 펼쳐 전투를 승리로 이끈 역사적인 곳이다. 이것이 바로 임진왜란 중의 하나인 한산도 대첩이다.
거제도의 비교적 규모가 큰 다리로는 칠천량 해협 위로 거제시와 칠천도를 잇는 칠천대교가 있다. 2010년 12월 13일에는 부산과 거제를 연결하는 거가대교가 개통하였다.

## 같이 보기
- 거제대교
- 한산도 대첩